# حسن بن جعفر الآشتياني
حسن بن جعفر الآشتياني (1248 - 1319 ه‍ـ) هو فقيه إمامي ، من أهل طهران.
هو الميرزا محمد حسن بن الميرزا جعفر بن الميرزا محمد الآشتياني الرازي. تعلم بالنجف و توفي بطهران ودفن بالنجف.

## آثاره
من آثاره: «بحر الفوائد في شرح الرسائل» و «أحكام الأواني من الذهب والفضة» و «إزاحة الشكوك عن اللباس المشكوك».